# Huyết áp thấp
Trong sinh lý học và y học, huyết áp thấp (tiếng Anh: hypotension) là tình trạng huyết áp trong máu bị thấp, đặc biệt ở động mạch thuộc hệ tuần hoàn. Huyết áp là lực đẩy máu lại thành của động mạch khi tim bơm máu. Huyết áp thấp nói chung thường được xem áp suất máu tâm thu nhỏ hơn 90 mm thủy ngân (mm Hg) hay tâm trương ít hơn 60 mm Hg.

## Dấu hiệu và triệu chứng
Triệu chứng của bệnh huyết áp thấp bao gồm cảm giác lâng lâng hay chóng mặt.. Nếu áp suất máu đủ thấp, việc ngất xỉu hay co giật động kinh sẽ xảy ra.